# Euphorbia sintenisii
Euphorbia sintenisii là một loài thực vật có hoa trong họ Đại kích. Loài này được Boiss. ex Freyn mô tả khoa học đầu tiên năm 1898.